# Важлива орнітологічна територія

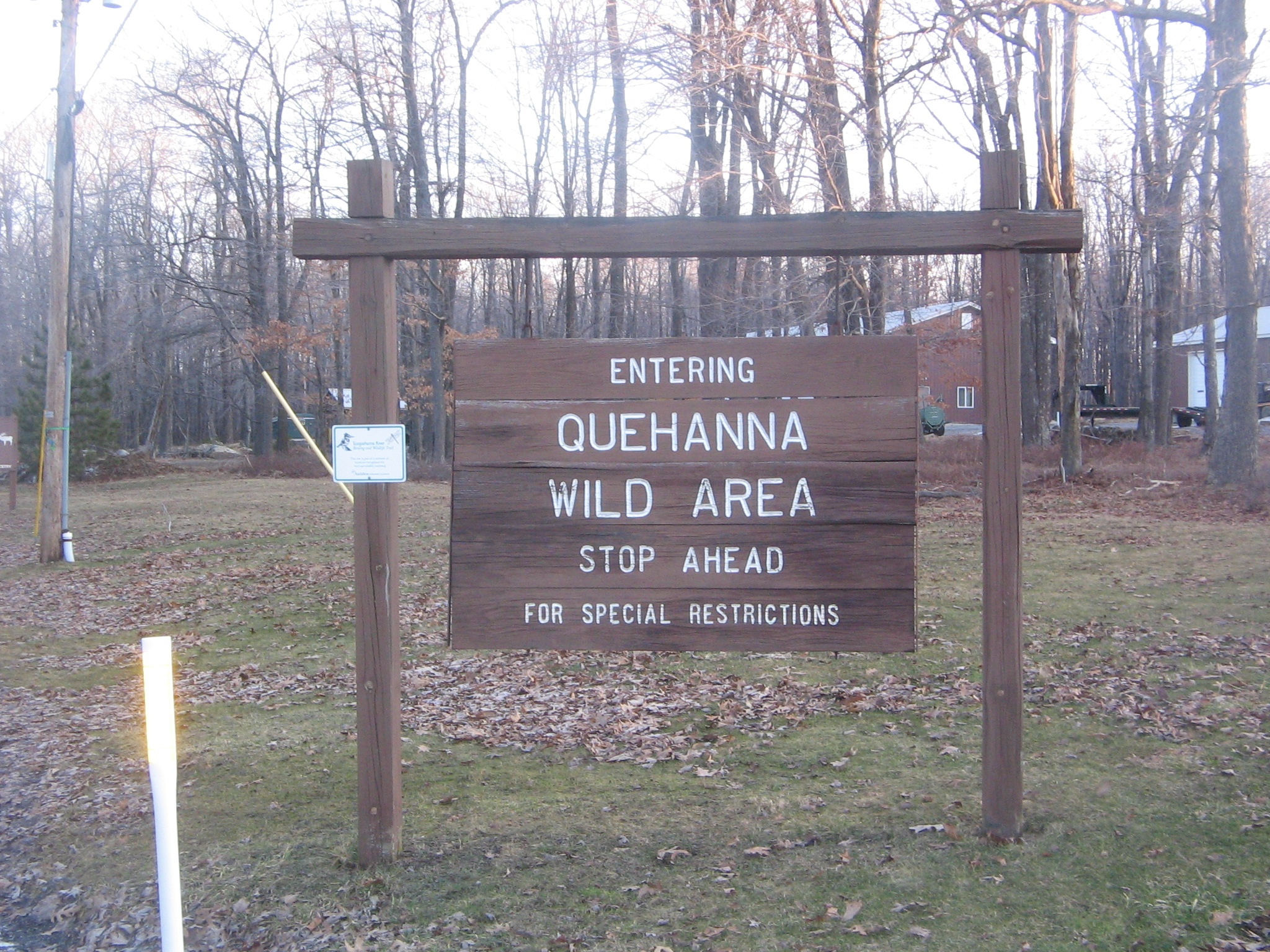
Вхід до важливої в орнітологічному плані території в Пенсільванії, США

Важлива орнітологічна територія (ВОТ) (англ. Important Bird and Biodiversity Area; IBA) — певна територія, місцевість, яка згідно зі світовими критеріями визнана важливою для збереження популяції певного виду птахів, або орнітологічного біорізноманіття загалом. Існує близько 12 тис. важливих територій в орнітологічному плані в 170 країнах. Міжнародна організація BirdLife International розробила критерії визначення таких місцевостей у 1980-х роках, займається підтримкою і розширенням мережі. Ділянки ВОТ мають здебільшого досить невелику площу, щоб бути в повному обсязі узятими під охорону задля збереження їхньої недоторканості, ландшафтно вони досить сильно відрізняються одна від одної і репрезентують усі можливі важливі місця гніздування, линьки й харчування птахів, як на суходолі, так і в акваторії морів. 2013 року назва «важлива орнітологічна територія» була розширена терміном «біорізноманіття», щоб підкреслити важливість таких територій і для інших видів тварин, рослин.

## Критерії
Ділянки ВОТ визначаються згідно міжнародно узгодженого набору критеріїв, конкретні порогові значення встановлюються керуючими регіональними та національними організаціями. Як ВОТ можуть виступати не тільки природні місця, а й штучно створені людиною, які характеризуються великим видовим розмаїттям і чисельністю птахів: водосховища, рибогосподарські ставки, кар'єри торфорозробок, штучні лісонасадження в безлісих районах. Ділянки ВОТ повинні відрізнятися характером біотопу від навколишньої території (як правило), мати властивості відновлювальної екосистеми, що має можливість самостійно забезпечувати екологічні потреби її мешканців.
Для того щоб територія була визнана ВОТ, біотоп повинен відповідати одному з нижченаведених критеріїв:
- A1. Притулок для видів птахів, яким загрожує глобальне знищення. Регулярна наявність на території видів з Червоного списку МСОП, щоб перебувають на межі зникнення (англ. Critically Endangered, CR)), або вимирають (англ. Endangered Species, EN) — достатній критерій включення незалежно від чисельності популяції. Для вразливих видів (англ. Vulnerable species, VU) потрібні кількісні показники популяції.
- А2. Притулок для видів птахів з обмеженим ареалом (глобальний ареал виду не перевищує 50 тис. км²), ендеміків. Статус потребує певного кількісного порогу для популяції одного ендемічного виду, або наявність представників декількох видів з аналогічним статусом.
- A3. Притулок для видів птахів з обмеженим біомом. Така територія повинна репрезентувати певну кількість видів, характерних для даного типу біому.
- A4. Колективні місця перебування птахів.
  - i. Критерій для водоплавних птахів, що був описаний в роботі Ділейні та Скота 2002 року у відповідності до 6 критерія визначення водно-болотних угідь Рамсарської конвенції[5].
  - ii. Критерій для морських птахів, що не визначається роботою Ділейні та Скота 2002 року.
  - iii. Критерій, що узгоджується з 5 критерієм Рамсарської конвенції, але не визначається критеріями i. та ii.
  - iv. Критерій територій, що слугують певним «вузьким місцем» на шляхах міграції птахів.
- В, С, D. Критерії, що відповідають місцевим національним особливостям. Уперше додаткові B-критерії були розроблені 1990 року для європейських національних списків, які пізніше були поширені й на близькосхідний регіон[6][7]. Критерії С розроблені у відповідності до законодавства Європейського Союзу[6]. У Сполучених Штатах Америки запущені регіональні (В) і національні (D) критерії, які у повній мірі відповідають глобальним А-критеріям[8].

Оцінка на відповідність критеріям окремими фахівцями не є цілком надійною. Дослідження в Південній Америці виявили певну невідповідність перекриття виділених ВОТ з площами, яких потребують види птахів, що перебувають у групі ризику.

## Значення
Важливі орнітологічні території — визнані місця з високим рівнем біорізноманіття, і не тільки орнітологічним, мережа ВОТ часто перетинається з мережею ділянок біорізноманіття амфібій (у 76 % випадків) і ссавців (у 87 %). У тих країнах, де інші важливі області біорізноманіття були визначені на основі фауністичних списків без урахування птахів, вони перекривались з ВОТ у 80 % випадків.
Соціально-культурна цінність ділянок ВОТ полягає в привертанні уваги до проблеми збереження середовища проживання птахів, однієї з найдоступніших для спостереження груп тварин. Мережа ВОТ підкреслює значення саме міжнародних зусиль задля збереження птахів. ВОТ є важливим механізмом залучення місцевих громад до охорони природи, сталого розвитку, раціонального управління природними ресурсами.

## Стан у світі
Організація BirdLife має партнерів в більш ніж 100 державах по всьому світові. У багатьох країнах мережа ВОТ є частиною існуючої природоохоронної мережі і охороняється відповідно до національного законодавства. Для багатьох одиниць ВОТ, що не збігаються територіально з національними природно-заповідними мережами, юридичний статус невизначений. У деяких країнах над цим працюють, маючи власну національну стратегію оформлення ділянок ВОТ, в той час як в інших захист таких територій повністю відсутній. У глобальному масштабі 28 % ділянок ВОТ повністю покриваються існуючими природоохоронними територіями, 40 % мають певне юридичне визнання на території відповідних держав.
Важливими сходинками створення дієвої національної мережі ВОТ є:
- інвентаризація ділянок, створення бази даних;
- організація охорони, особливо за відсутності офіційного природоохоронного статусу;
- роз'яснення серед населенню необхідності збереження видового різноманіття птахів та їхнього середовища існування;
- формування кореспондентської мережі для отримання оперативної інформації про стан територій в регіонах.

### Європа
Збереження птахів — проблема, що досить гостро стоїть на європейському континенті. 38 % видів європейської орнітофауни знаходиться на межі зникнення, тобто 195 видів з 514 може зникнути з ландшафту Європи. З огляду на це особливо важливим є створення ділянок ВОТ як своєрідних рефугіумів для мігруючих до Європи птахів на тих територіях (Африка, і навіть Східна Європа), де окремі види є доволі звичними, щоб у майбутньому вони слугували відновлювальною базою для західно-європейських територій. Критерії оформлення ВОТ спираються на існуючі міжнародно-правові документи, передусім на «Пташину директиву» Європейської комісії, яка зобов'язує призначати спеціальні зони захисту в кожній країні Європейського Союзу (Директива від 2 квітня 1979 року 79/409/CEE була замінена директивою 2009/147/CE 30 листопада 2009 року).

#### Білорусь
Білорусь долучилась до розвитку мережі ВОТ у 1996 році й за 20 років визначила 51 ділянку на власній території, здебільшого це водно-болотні угіддя.

#### Естонія
Естонське орнітологічне товариство (ест. Eesti Ornitoloogiaühingu) запустило програму 1991 року, відразу з набуттям незалежності. Вибір ділянок, обґрунтування й оформлення подальшого адміністрування відбувається в узгодженні з «Пташиною директивою» (79/409/EEC) Європейської комісії. Станом на 2002 рік, в країні було виділено більше 60 ВОТ.

#### Італія
В Італії було виділено 172 ВОТ, 31,5 % площі яких, згідно «Пташиної директиви» ЕС, було позначено як території спеціального захисту (англ. Special Protection Area), а 20 % запропоновано оформити, згідно «Директиви про середовище проживання» (92/43/EEC), як важливі території для тваринних угруповань (англ. Site of Community Importance).

#### Латвія
Латвійське орнітологічне товариство, як місцевий представник організації BirdLife International в Латвії бере участь у міжнародній програмі з 1994 року. За цей час було створено і затверджено 71 ВОТ, з яких 7 в акваторії Балтійського моря.

#### Португалія

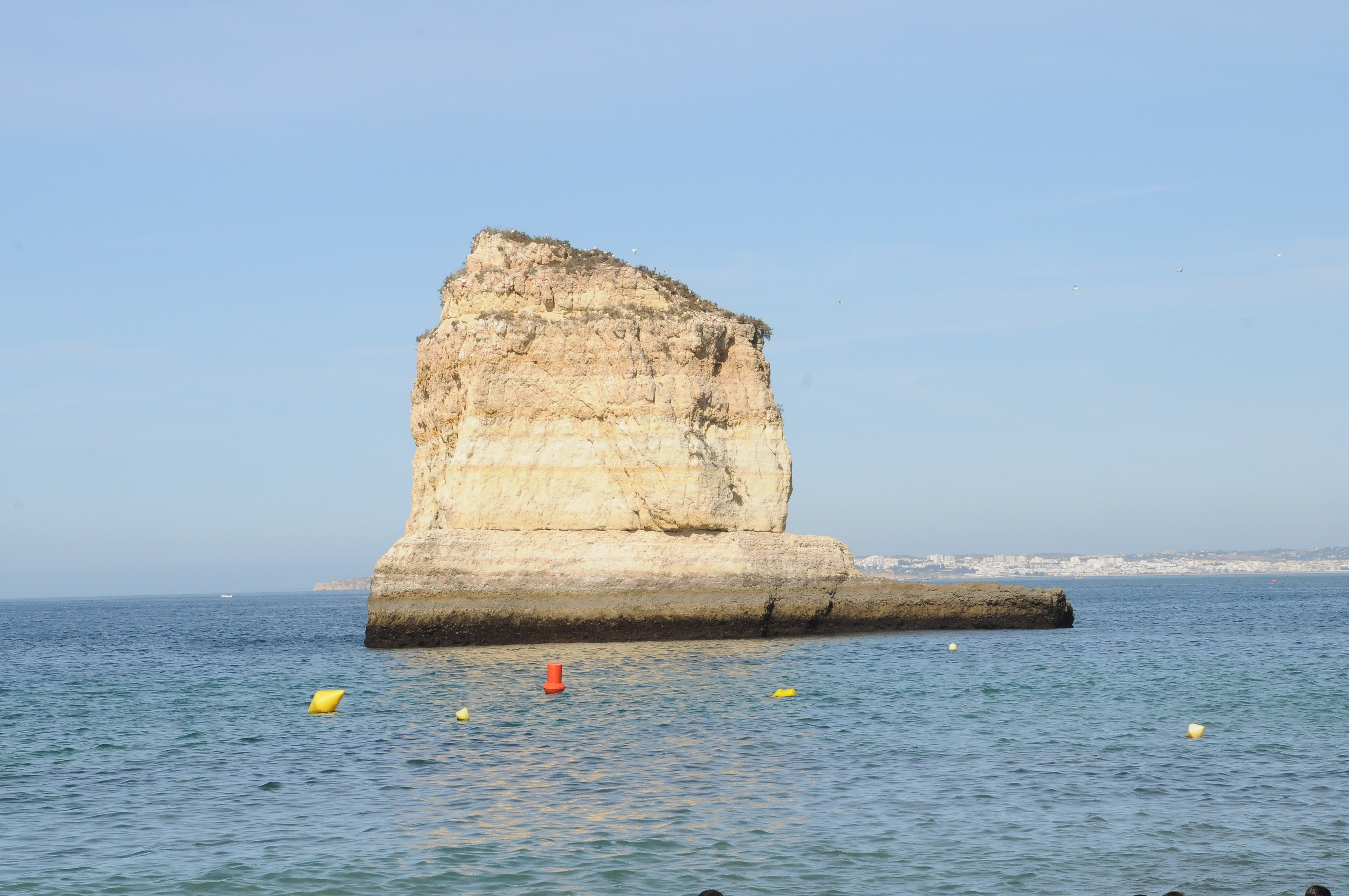
Скеля мартинів в Алгарве

У Португалії завдання управління мережею й ідентифікацію нових ділянок покладено на Португальське орнітологічне товариство (порт. Sociedade Portuguesa para o Estudo das Aves; SPEA). У 2012 році в державі було визначено 90 ВОТ, загальна площа становила 1,47 млн га (147,2 тис. км²), це майже 16 % території країни. Найбільша ВОТ країни розташована на північному сході, в окрузі Браганса, навколо гір Монтесіно і Ногейра, а найменша — прибережна «Скеля мартинів» (порт. Leixão das Gaivotas) в Алгарве.

#### Росія
Починаючи з 1994 року Союз охорони птахів Росії здійснює програму з виділення важливих орнітологічних територій Російської Федерації, як національної частини міжнародної програми IBA. Всього в Росії описано понад 1100 ключових територій різного рангу, з яких понад 700 мають міжнародне значення, а до каталогів ВОТ внесено 218 ділянок в європейській і 170 в азійській частинах держави. Загальна площа таких місць в європейській частині 181 тис. км² (4,5 % території); найбільше в Центральному регіоні, Поволжі, Південному Уралі, а найменше в тундрі й тайзі північного сходу. ВОТ в країні слугують місцем приємного відпочинку, полювання, як території професійних досліджень, і як вдале місце проведення навчальних екскурсій. Хранителями таких куточків природи виступають 260 колективів і організацій: школи, юннатські й туристичні станції, адміністрації заповідників і природних парків. Окрім того в країні діє 92 орнітологічні групи підтримки.

#### Словаччина
У Словаччині 1989 року ідентифікували понад 40 ВОТ, які покривали майже чверть площі країни.

#### Фінляндія

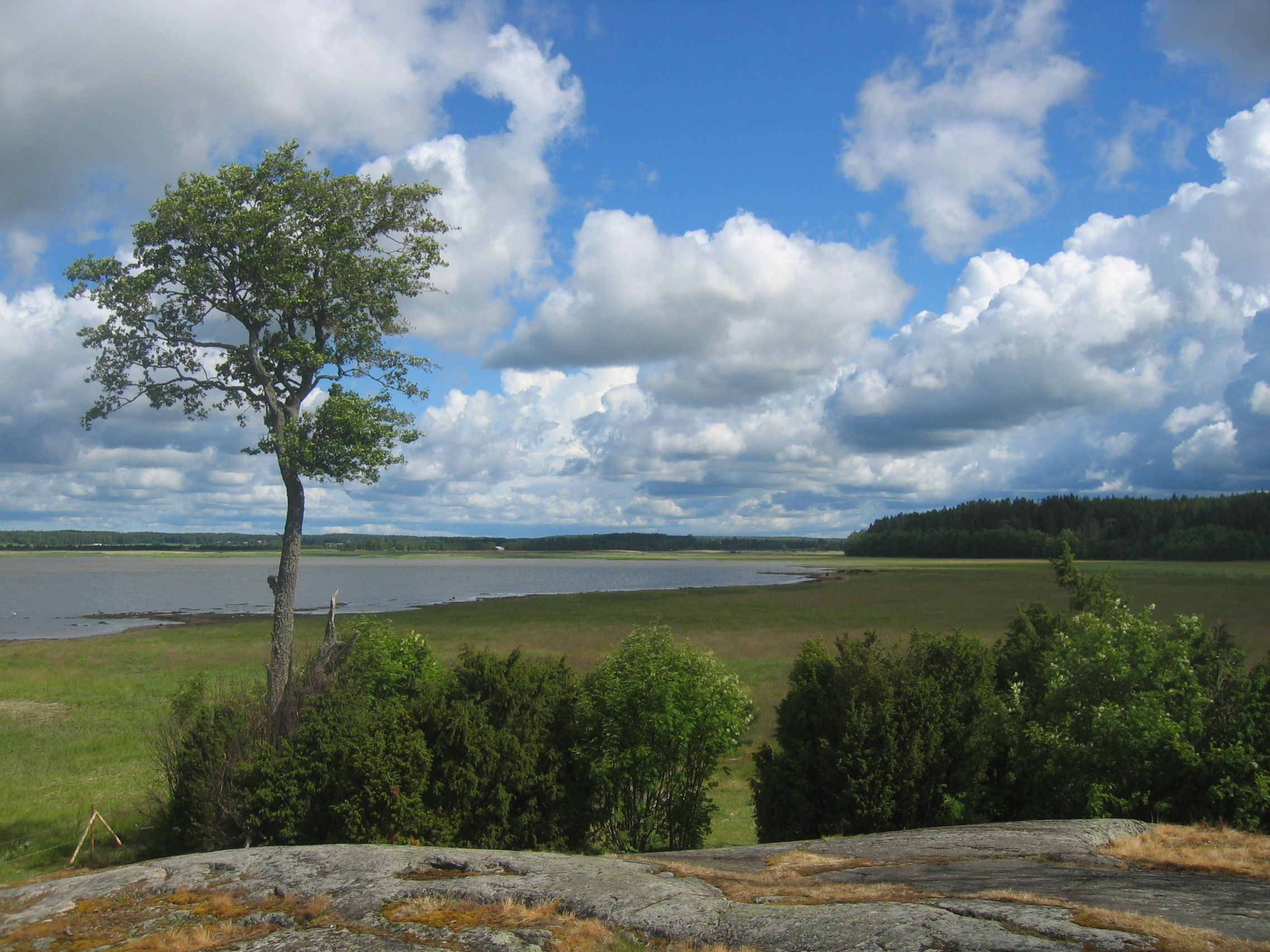
Острів Метоістенлахті — одна з ВОТ Фінляндії

97 ВОТ Фінляндії опікується Інститут навколишнього середовища (фін. Suomen ympäristökeskus), співпрацюючи в цьому напрямку з Головним управлінням лісового господарства (фін. Metsähallitus) і Музеєм природничої історії (фін. Luonnontieteellinen keskusmuseo).

#### Франція

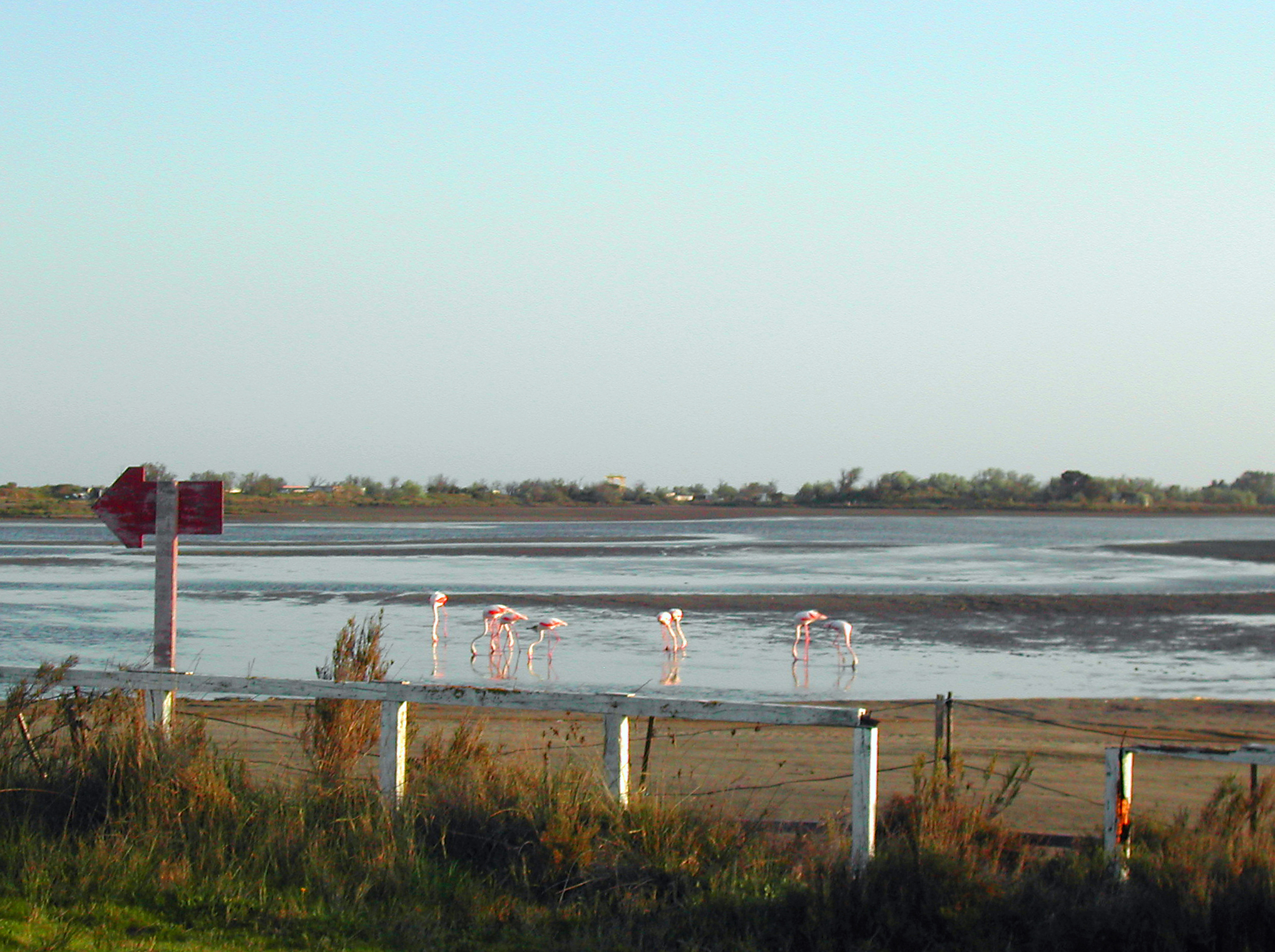
Типова важлива орнітологічна територія для водоплавних мігруючих птахів на півдні Франції - Камарг

У період з 1980 по 1987 рік Міністерство охорони навколишнього середовища за участі Національного музею природничої історії (фр. Muséum national d'histoire naturelle) провело серію обстежень території Франції з метою виявлення ділянок, важливих в орнітологічному плані. Ця робота дозволила видати 1990 року перший каталог з 157 відповідних ділянок в країні, що підлягають охороні й збереженню. Станом на 2002 рік 8,1 % європейської території держави було позначено як ВОТ.

### Америка
В Асунсьйоні (Парагвай) 1995 року товариством BirdLife International було проведено «Першу регіональну нараду Північної і Південної Америки», на якій було вирішено запустити програму з виявлення й організації важливих для птахів територій як пріоритетну для національних орнітологічних організацій Америки.

#### Бразилія
У Бразилії визначенням і охороною ділянок ВОТ займається місцеве Товариство збереження птахів Бразилії (порт. Sociedade para a Conservação das Aves do Brasil; SAVE Brasil).

#### Канада
Канадська програма ВОТ була розпочата 1996 року Канадською федерацією дослідників природи спільно з канадськими дослідниками птахів (англ. Bird Studies Canada), місцевими партнерами організації BirdLife International

#### США
У США управлінням мережею ВОТ займається Національне Одюбонівське товариство (англ. National Audubon Society), створене ще 1905 року для аналогічної мети збереження середовищ проживання птахів на американському континенті.